# Флеринген
Флеринген (нем. Fleringen) — община в Германии, в земле Рейнланд-Пфальц. 
Входит в состав района Айфель-Битбург-Прюм. Подчиняется управлению Прюм.  Население составляет 342 человека (на 31 декабря 2010 года). Занимает площадь 8,50 км².
Город подразделяется на 2 городских района.